# 本巣市立外山小学校
本巣市立外山小学校（もとすしりつ とやましょうがっこう）は、岐阜県本巣市の公立小学校。

## 就学区域
- 日当、金原、佐原、神海、木知原、外山[1]。
- 本巣市は学校選択制を導入しており、就学区域外の本巣市内在住者でも、1年生の入学時および転入時においてのみ外山小学校を選択することが可能[1][2]。

## 沿革
- 1967年（昭和42年）
  - 4月 - 神海小学校と金原小学校を統合し、新たに本巣町立外山小学校として開校。統合校舎は無く、旧・神海小学校を外山小学校神海校、旧・金原小学校を外山小学校金原校とする。
  - 5月 - 旧・外山中学校校舎を外山小学校校舎とする。神海校、金原校を廃止。
- 1975年（昭和50年） - 体育館が完成。
- 1978年（昭和53年） - 新校舎が完成。
- 1980年（昭和55年） - プールが完成。
- 2004年（平成16年） - 本巣町、真正町、糸貫町、根尾村が合併し本巣市が発足。同時に本巣市立外山小学校に改称する。

## 進学先中学校
- 本巣市立本巣中学校